# Classificazione dei minerali
La classificazione consiste in una suddivisione sistematica dei minerali in classi in base a delle caratteristiche comuni in modo da facilitare lo studio e soprattutto l'identificazione dei campioni provenienti dalle rocce raccolte sul campo.
L'Associazione Mineralogica Internazionale (IMA) ha adottato la classificazione Strunz.

## Generalità sulla classificazione
All'inizio del XIX secolo (1819) il chimico Berzelius, nella sua opera Nouveau système de minéralogie, propose una classificazione basata sulla composizione chimica dei minerali. Questa fu migliorata dal professor Dana nel corso del XIX secolo e da Strunz nel XX secolo grazie ai progressi della chimica analitica e della cristallografia. 
Le revisioni recenti della classificazione Dana (1997) e della classificazione Strunz (2001)si basano sulla cristallochimica. I minerali vengono divisi in 10 classi in base alla composizione dell'anione dominante o del complesso anionico. Le classi a loro volta si dividono in famiglie, gruppi, serie, specie. Le specie possono includere diverse varietà. 
Va comunque precisato che da molto tempo è ormai noto che la composizione chimica da sola non caratterizza adeguatamente un minerale. Una comprensione completa della natura dei minerali emerge infatti solo dopo un'analisi della struttura cristallina, ottenuta tramite raggi X.

## La classificazione Dana
Questo sistema di classificazione fu descritto inizialmente da James Dwight Dana nel 1837 ed è stato in seguito rivisto ed aggiornato più volte. Suo figlio, Edward Salisbury Dana, pubblicò la sesta edizione nel 1892. All'inizio del XX secolo era considerato la bibbia del mineralogista. La versione attuale è l'ottava edizione. Pubblicata nel 1997 con il titolo Dana's New Mineralogy, descrive più di 3700 minerali.
La classificazione Dana è basata sia sulle proprietà chimiche che sulla struttura cristallina dei minerali. Ogni specie di minerale è identificata da un insieme univoco di quattro numeri separati da punti che rappresentano rispettivamente:
- la classe del minerale;
- il tipo di minerale, basato su diversi criteri legati alle caratteristiche atomiche del minerale;
- il gruppo, dipendente dalla struttura cristallina e dal gruppo spaziale del minerale;
- un numero assegnato in modo univoco ad ogni specie di minerale del gruppo.

Per esempio, la magnesite MgCO3 è identificata dal numero 14.1.1.2. È un minerale della classe 14 (carbonati anidri normali), di tipo 1 (formula bruta ACO3), del gruppo 1 (calcite: struttura trigonale, gruppo spaziale R3c). È il secondo elemento di questo gruppo.

## La classificazione di Strunz
È il sistema di classificazione adottato dall'International Mineralogical Association. La versione più recente pubblicata è la nona edizione del 2001. È disponibile su Internet la decima edizionema non è ancora stata pubblicata. Dal momento che Hugo Strunz è deceduto e l'opera è portata avanti principalmente da Ernest H. Nickel, spesso è denominata classificazione Nickel-Strunz.

## Classi di minerali
I minerali sono suddivisi in 10 classi. Queste classi sono comuni sia alla classificazione Dana che a quella Strunz:
- elementi nativi;
- solfuri e solfosali;
- ossidi e idrossidi;
- alogenuri;
- carbonati e nitrati;
- borati;
- solfati, cromati, tungstati e molibdati;
- fosfati, arseniati e vanadati;
- silicati;
- minerali organici.

### Elementi nativi
Gli elementi presenti in natura allo stato nativo sono 20 e rappresentano dal 3 al 4% delle specie. I metalli esistono sotto forma di elementi nativi (costituenti puri) o di leghe.
Gli elementi nativi si suddividono in tre sottoclassi:
- metalli nativi: 
  - gruppo dell'oro: oro (Au), argento (Ag), rame (Cu) e piombo (Pb);
  - gruppo del platino: platino (Pt), palladio (Pd), iridio (Ir) e osmio (Os);
  - gruppo del ferro: ferro (Fe), nichel (Ni), mercurio (Hg), tantalio (Ta), stagno (Sn) e zinco (Zn);
- semimetalli: arsenico (As), antimonio (Sb), bismuto (Bi), selenio (Se) e tellurio (Te);
- non metalli: zolfo (S) e carbonio (C), quest'ultimo nelle forme di diamante e grafite e lonsdaleite

### Solfuri e Solfosali
Rappresentano dal 15 al 20% delle specie di minerali (circa 350 specie).
Questi minerali sono composti da un elemento metallico (X) e uno non metallico (Z) e la loro formula generale è quindi {\displaystyle X_{m}Z_{n}}. Il non metallo presente che costituisce il gruppo anionico dà il nome al sottogruppo: per lo zolfo i solfuri, per il selenio i seleniuri, per il tellurio i tellururi, per l'arsenico gli arseniuri, per l'antimonio gli antimoniuri. Alcuni esempi di solfuri sono la pirite (FeS2), la galena (PbS), la sfalerite (ZnS), la calcopirite (CuFeS2), la covellina (CuS), la germanite (Cu13Fe2Ge2Si16 ).
I solfosali sono invece minerali i cui gruppi anionici sono composti da zolfo e da un altro metalloide. Esempi: la zinkenite (Pb6Sb14S27), la tennantite ((Cu,Fe)12As4S13). I solfosali si trovano spesso associati ai solfuri.

### Ossidi e Idrossidi
I minerali appartenenti al gruppo degli ossidi sono composti in cui l'ossigeno è combinato con uno o più metalli. Il 14% dei minerali sono ossidi.
Gli ossidi si dividono in:
- ossidi semplici, che presentano le strutture {\displaystyle XO}e {\displaystyle X_{2}O}, come nel periclasio (MgO) e nella cuprite (Cu2O); fanno parte anche il gruppo dell'ematite, che presenta minerali nella forma {\displaystyle X_{2}O_{3}}come l'ematite (Fe2O3) e il corindone (Al2O3) e il gruppo del rutilo con minerali nella forma {\displaystyle XO_{2}}come il rutilo (TiO2) e la pirolusite (MnO2).
- ossidi multipli, composti da due metalli in diversa proporzione: {\displaystyle XY_{2}O_{4}}. Alcuni esempi dal gruppo dello spinello sono lo spinello (MgAl2O4), la cromite (FeCr2O4) e la magnetite, quando presenta il ferro nelle forme bivalente e trivalente (Fe3O4).

Gli idrossidi sono minerali in cui sono presenti gruppi (OH)- e o molecole di acqua, quindi la forza dei legami della loro struttura è molto più debole rispetto a quella degli ossidi.
| Ossidi semplici                                                                                      | Ossidi multipli |
| Tipo X2O, XO Cuprite Cu2O Periclasio MgO (Zincite ZnO)                                               | Tipo XY2O4 Gruppo dello Spinello Spinello MgAl2O4 Gahnite ZnAl2O4 Magnetite Fe3O4 Franklinite (Zn,Fe,Mn)-(Fe,Mn)2O4 Cromite FeCr2O4 Crisoberillo BeAl2O4 Columbite (Fe,Mn)-(Nb,Ta)2O6 Columbite (Fe,Mn)-(Nb,Ta)2O6 |
| Tipo X2O3 Gruppo dell'ematite Corindone Al2O3 Ematite Fe2O3 Ilmenite FeTiO3                          | Tipo XY2O4 Gruppo dello Spinello Spinello MgAl2O4 Gahnite ZnAl2O4 Magnetite Fe3O4 Franklinite (Zn,Fe,Mn)-(Fe,Mn)2O4 Cromite FeCr2O4 Crisoberillo BeAl2O4 Columbite (Fe,Mn)-(Nb,Ta)2O6 Columbite (Fe,Mn)-(Nb,Ta)2O6 |
| Tipo XO2 (SiO2 esclusa) Gruppo del rutilo Rutilo TiO2 Pirolusite MnO2 Cassiterite SnO2 Uraninite UO2 | Tipo XY2O4 Gruppo dello Spinello Spinello MgAl2O4 Gahnite ZnAl2O4 Magnetite Fe3O4 Franklinite (Zn,Fe,Mn)-(Fe,Mn)2O4 Cromite FeCr2O4 Crisoberillo BeAl2O4 Columbite (Fe,Mn)-(Nb,Ta)2O6 Columbite (Fe,Mn)-(Nb,Ta)2O6 |

### Alogenuri
Questa classe contiene 140 specie riconosciute e rappresenta dal 5 al 6% delle specie di minerali.
Il gruppo anionico degli alogenuri è caratterizzato da ioni alogeni elettronegativi che si combinano con cationi relativamente grandi nei rapporti {\displaystyle XZ} e {\displaystyle XZ_{2}}, dando origine alle simmetrie più elevate tra tutti i minerali. Il minerale di questa classe più conosciuto è sicuramente l'halite (NaCl) o salgemma. Gli alogenuri sono fragili, leggeri e spesso solubili in acqua.

### Carbonati e Nitrati
Questi minerali sono caratterizzati dall'essere fragili e da una bassa durezza.
I carbonati sono caratterizzati dal gruppo carbonato (CO3 )2- dove i legami carbonio ossigeno sono covalenti e il gruppo ha geometria triangolare.
Le circa 200 specie esistenti di carbonati rappresentano il 9% delle specie conosciute.
Si dividono in:
- carbonati anidri senza anioni aggiuntivi (es. CaCO3);
- carbonati anidri con anioni aggiuntivi;
- carbonati idrati senza anioni aggiuntivi;
- carbonati idrati con anioni aggiuntivi.

I nitrati sono strutturalmente molto simili ai carbonati e il loro gruppo anionico è lo ione nitrato [NO3]-. Esempio: il sodanitro (NaNO3).

### Borati
Il gruppo anionico è lo ione borato [BO3]3- o lo ione [BO4]5-. Questa piccola classe rappresenta circa il 2% dei minerali.

### Solfati, Cromati, Tungstati e Molibdati
Queste classi sono rappresentate da circa 345 specie, il 10% del totale, e sono caratterizzate da un gruppo anionico nella forma [XO4]2-:
- Solfati [SO4]2-: il solfato più comune è il gesso, (CaSO4·2H2O). Importanti sono anche il gruppo della barite che comprende la barite, la celestina e l’anglesite e il gruppo dell’anidrite;
- Cromati [CrO4]2-: il gruppo più rappresentativo è quello della crocoite;
- Tungstati [WO4]2- e molibdati: [MoO4]2-: tra cui si trovano la wolframite, la scheelite e la wulfenite.[1]

### Fosfati, Arseniati e Vanadati
Queste classi raggruppano circa 698 specie, il 16% del totale. La maggior parte dei membri è rara, fatta eccezione per l’apatite che è piuttosto comune. Il gruppo anionico è nella forma [XO4]3-:
- Fosfati [PO4]3-: il gruppo più comune è quello dell’apatite che comprende apatite, piromorfite e vanadinite;
- Arseniati [AsO4]3-: tra i quali si ritrova l’eritrite;
- Vanadati [VO4]3-: tra cui la carnotite.[1]

### Silicati
I silicati sono i principali minerali che costituiscono la crosta terrestre. L'unità di base di questa classe di minerali è il radicale silicato (SiO4)4-. L'atomo di silicio è al centro di un tetraedro con ai vertici quattro atomi di ossigeno. Ii legame Si-O è per il 50% ionico e per il 50% covalente. 
I silicati sono divisi in 6 gruppi:
- I nesosilicati (dal greco nesos, isola): sono silicati con radicali (SiO4)4- indipendenti. I minerali di questo gruppo hanno pesi specifici e durezze relativamente elevate. I nesosilicati rappresentano circa il 5% delle specie di minerali. Fra questi ritroviamo la forsterite, la fayalite, i granati e il topazio.

- I sorosilicati (dal greco soros, gruppo): i tetraedri sono legati due a due tramite un vertice formando il radicale (Si2O7)4-. Ogni gruppo di due tetraedri è separato dagli altri da ioni intermedi. I sorosilicati rappresentano circa il 3% di tutte le specie di minerali. Tra i più importanti vi sono l'epidoto e la vesuviana.

- I ciclosilicati (dal greco kyklos, circolo): i tetraedri sono riuniti in anelli contenenti 3, 4, 6 o più tetraedri con rispettivi radicali (Si3O9)4-, (Si4O12)4- e (Si6O18)4-. Essi rappresentano circa il 2% del totale delle specie di minerali e numerose sono conosciute come gemme. Tra questi vi sono il berillo (acquamarina, smeraldo) e tutte le tormaline.

- Gli inosilicati (dal greco inos, fibra): i tetraedri che si legano formando catene singole hanno radicale (SiO3)4-, invece quelli che formano catene doppie hanno radicale (Si4O11)4-. Gli inosilicati rappresentano circa il 4,5% delle specie di minerali. Le famiglie più importanti sono quella dei pirosseni (catene singole), i pirossenoidi (catene singole con differente periodicità rispetto ai pirosseni) e gli anfiboli (catene doppie). Tra i pirosseni più noti ci sono il diopside, l’hedenbergite e i termini appartenenti alla serie enstatite-ferrosilite; tra i pirossenoidi la wollastonite; tra gli anfiboli i membri delle serie della tremolite Fe-actinolite, cummingtonite-grunerite, l’orneblenda e l’antofillite.

- I fillosilicati (dal greco phyllon, foglia): i minerali di questo gruppo sono organizzati in strati alternati di tetraedri e ottaedri e sono caratterizzati dal radicale (Si2O5)4-. Si riconoscono i fillosilicati triottaedrici e diottaedrici a seconda che lo strato ottaedrico ospiti cationi bivalenti o trivalenti, rispettivamente.I fillosilicati rappresentano circa il 6,5% di tutte le specie di minerali. Tra i fillosilicati si annoverano le miche, i minerali argillosi, i serpentini e le cloriti.

- I tectosilicati (dal greco tecton, costruttore): tutti gli ossigeni di un tetraedro vengono condivisi con i tetraedri adiacenti formando un radicale SiO2, elettricamente neutro. In alcuni dei tetraedri il silicio può essere sostituito da un atomo di alluminio e in tal caso la carica negativa residua viene bilanciata da cationi monovalenti e bivalenti. Fanno parte dei tectosilicati il quarzo, i feldspati, feldspatoidi e zeoliti. I tectosilicati rappresentano circa il 4% di tutte le specie di minerali.

### Minerali organici
Questa classe comprende una cinquantina di specie, sono formati da composti organici. Un esempio è la whewellite, minerale che costituisce i calcoli renali.